# Пограничный столб из Перуджи

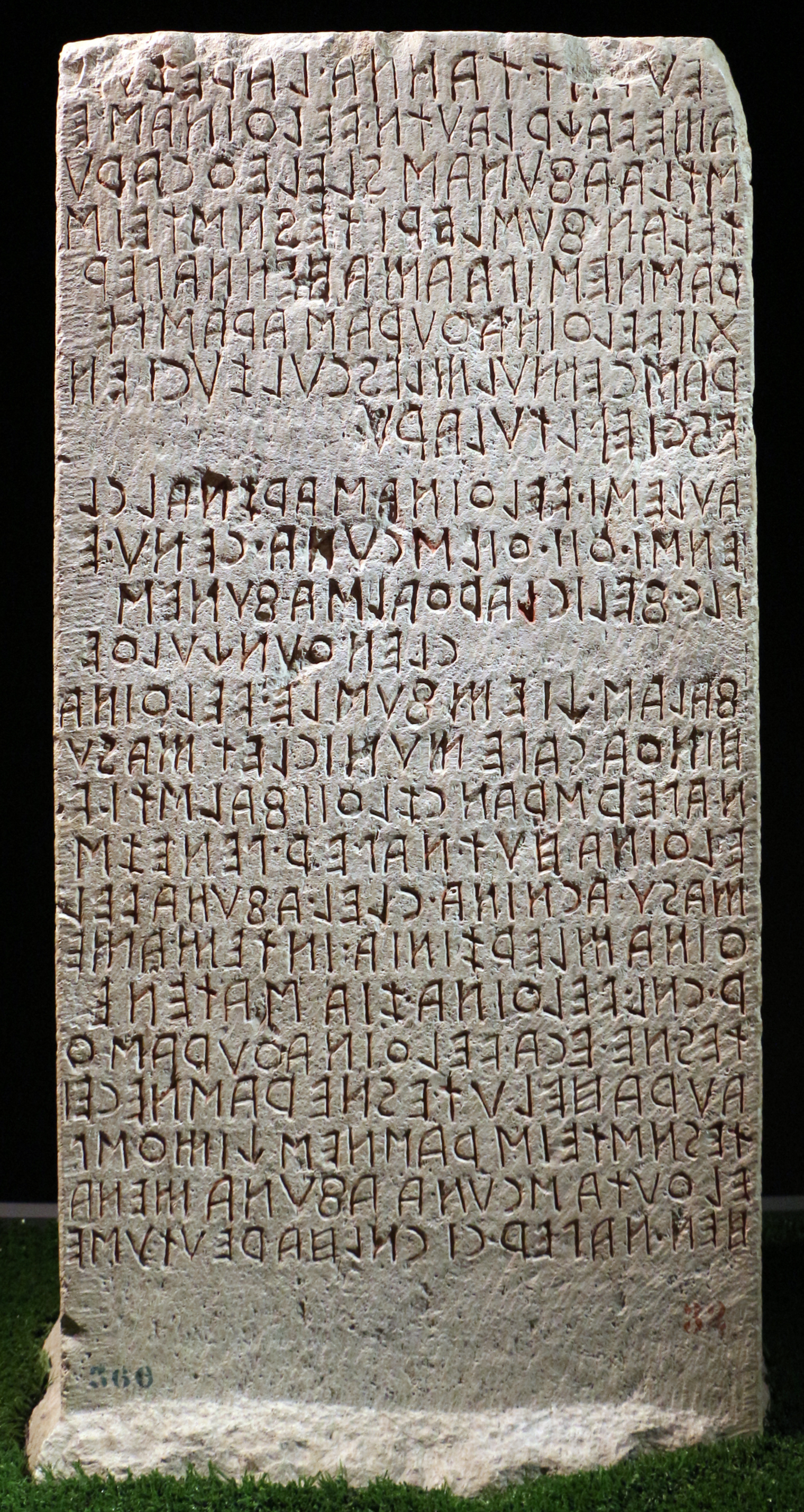
Столб, передняя грань

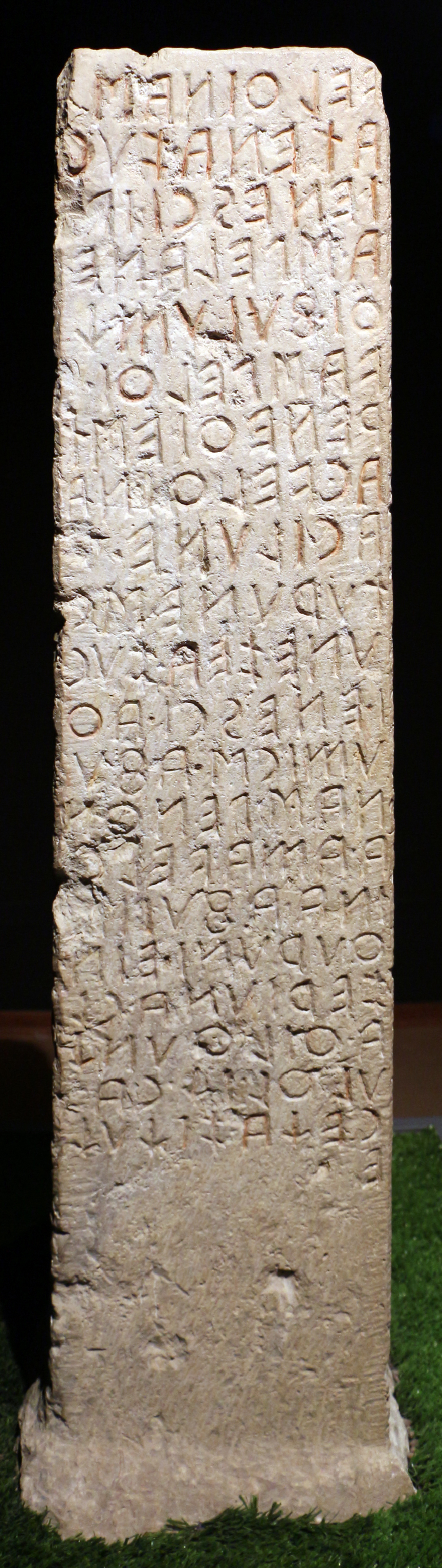
Столб, боковая грань

Пограничный столб из Перуджи (лат. Cippus Perusinus, CIE 4538, TLE 570, REE 74,166, ET CP = Pe 8.4) — каменная табличка (циппус), обнаруженная на холме Сан-Марко в Перудже, Италия, в 1822 году. На табличке выгравировано 46 строк этрусского текста, содержащих около 130 слов. На циппус, который, предположительно, был пограничным столбом, по-видимому, нанесён текст, посвящённый юридическому договору между этрусскими семьями Велтина (из Перуджи) и Афуна (из Кьюси), касающемуся совместного использования, включая права на воду, имущества, на территории которого находилась гробница, принадлежащая роду Велтина.
Временем создания надписи считается III или II век до н. э. Циппус хранится в Национальном археологическом музее Умбрии, Перуджа.

## Текст надписи
Цифры в скобках обозначают номера строк в оригинальной надписи.

### Передняя грань
(1) eurat . tanna . La Rezu L /(2) ame  vaχr lautn .
Velθinaś e/(3)śtla Afunas sleleθ caru/
(4) tezan fuśleri tesnś teiś /(5) raśneś ipa ama
hen naper /(6) XII ( twelve )  Velθinaθuraś araś pe/(7)raśc
emulm lescul zuci en/(8)esci epl tularu/
(9) Aulesi Velθinas Arznal cl/(10)ensi . θii . θil
ścuna . cenu e/(11)plc felic Larθalś Afuneś/
(13!) falaś χiem fuśle Velθina /(12!)[...] clen θunχulθe/
(14) hinθa cape municlet masu / (15) naper śran czl
θii falaśt V/(16)elθina hut naper pen ezś/
(17) masu acnina . clel . Afuna Vel/(18)θina mler
zinia inte mame/(19)r cnl Velθina zia śatene/
(20) tesne eca Velθina θuraś θ/(21)aura helu
tesne raśne cei /(22) tesnś teiś raśneś
χimθ śp/(23)el θuta ścuna Afuna mena /(24) hen
naper ci cnl hare utuśe /...

### Боковая грань
(25)...Velθina ś/(26)atena
zuc/(27)i enesci. i/(28)pa. śpelane/(29)θi. fulumχ/(30)va.
śpelθi. /(31) reneθi. eśt/(32)ac Velθina /(34) acilune.
turune. śc/(35)une. zea. zuc/(36)i. enesci. aθ/(37)umicś.
Afu/(38)naś. penθn/(39)a. ama. Velθ/(40)ina. Afun(a) /(41)
θuruni. ein /(42) zeriuna. cl/(43)a. θil. θunχ/(44)ulθl.
iχ. ca /(45) ceχa. ziχuχ/(46)e